# Théodred
Théodred es un personaje que aparece en la obra de J. R. R. Tolkien, en especial en El Señor de los Anillos y los Cuentos inconclusos.
Era un hombre de Rohan, hijo único del rey Théoden y Elfhild, quien murió en el parto, nacido en 2978 T.E.
Théodred creció junto a su primo Éomer y su prima Éowyn, a quienes amaba como hermanos, pero no tanto como a su padre.
El nombre Théodred es de origen anglosajón, como el resto de los nombres que da Tolkien a los rohirrim. Sus elementos bien visibles son "_þeod_" ("pueblo", "gente", "nación") y "_ræd_" ("consejo"). 
Durante la Guerra del Anillo Théodred era segundo mariscal de La Marca; tenía su sede de mando en el Abismo de Helm, y dirigía las tropas del Folde Oeste. 
Como tal, tuvo a su cargo la defensa del Isen ante la invasión de Rohan por Saruman. Murió en la batalla de los vados del Isen de 3019 T.E a manos de un semiorco, quien le descargó un terrible hachazo cuando se batían. Grimbold acudió en su auxilio pero fue demasiado tarde, Théodred murió en sus brazos.
Como Théoden no tenía más hijos, el decimonoveno rey de la Marca fue su sobrino Éomer.
- Datos: Q2000416